# Agent ohne Namen
Agent ohne Namen (Originaltitel: The Bourne Identity) aus dem Jahr 1988 ist eine zweiteilige US-amerikanische Fernseh-Verfilmung des Bestsellers Die Bourne Identität von Robert Ludlum. Die Titelrolle des Agententhrillers spielt Richard Chamberlain.

## Handlung
An der französischen Küste wird ein unbekannter, schwer verletzter Mann angespült. Der „versoffene“ Dorfarzt Dr. Geoffrey Washburn kümmert sich um den Fremden, der in Albträumen verschiedene Sprachen spricht. In einer Hautfalte des Oberschenkels findet Washburn einen Mikrofilm mit der Nummer eines Nummernkontos einer Schweizer Bank. Im Dorf wird der Fremde, der sich nicht an sein früheres Leben oder seinen eigenen Namen erinnern kann, von Unbekannten angegriffen.
Da er auch weiterhin nicht weiß, wer er ist, machen sie sich auf die Suche nach seiner Vergangenheit. Bei der Bank in der Schweiz beginnt er seine Nachforschungen und sieht sich bald mit noch mehr Rätseln konfrontiert. Nach diversen Attentatsversuchen in der Bank flüchtet er in sein Hotel und will abreisen. Um seinen auftauchenden Verfolgern zu entkommen schließt er sich einer jungen Frau an, die an einer Konferenz teilnimmt. Zusammen mit Marie geht er weiter der Suche nach seiner Identität nach, dabei verliebt sie sich zunehmend in ihn. Aufgrund seiner Entdeckungen und zurückkehrenden Erinnerungen ist er überzeugt, dass er ein international tätiger Profikiller ist, der unter dem Namen Jason Bourne aktiv war. Allein Marie, die ihn aufrichtig liebt, glaubt an seine Unschuld und überzeugt ihn, nicht aufzugeben und weiter nach den wahren Hintergründen zu suchen. Dies zieht die beiden immer weiter in das Netz aus Spionage und Terror hinein, das Jason halbtot an die Küste Frankreichs geführt hat…

## Musik
Die Filmmusik orientiert sich thematisch zum Teil an der Filmmusik Nino Rotas zu Federico Fellinis Casanova.

## Kritiken
- Lexikon des internationalen Films: „Überlanger Agententhriller, der aber innerhalb der Grenzen seines Genres abwechslungsreiche und spannende Unterhaltung bietet und gegen Ende auf kritische Distanz zu den reichlich vorgeführten Gewalttätigkeiten geht.“[1]

## Konzeption
Durch ihre Aufmachung als zweiteiliger TV-Thriller sollte es Agent ohne Namen ermöglicht werden, den sehr umfangreichen Entwicklungsprozess der Figur Jason Bourne im Buch so werksgetreu wie möglich zu adaptieren. So wollte man ermöglichen, dass auch auf Nebencharaktere genauer eingegangen werden konnte. Bis heute gilt diese Version als die dem Buch am nächsten kommende.

## Neuverfilmungen
Trotz durchaus positiver Resonanz wurden keine weiteren Bourne-Romane mit Richard Chamberlain verfilmt. Erst über zehn Jahre später, nach dem Tod von Robert Ludlum, kam die wesentlich freier gestaltete und modernere Neuadaption Die Bourne Identität (2002) in die Kinos, die mit Die Bourne Verschwörung (2004), Das Bourne Ultimatum (2007), Das Bourne Vermächtnis (2012) und Jason Bourne (2016) fortgesetzt wurde.

## DVD-Veröffentlichung
- Agent ohne Namen (8. Mai 2003, Warner Home Video)